# Audiogram

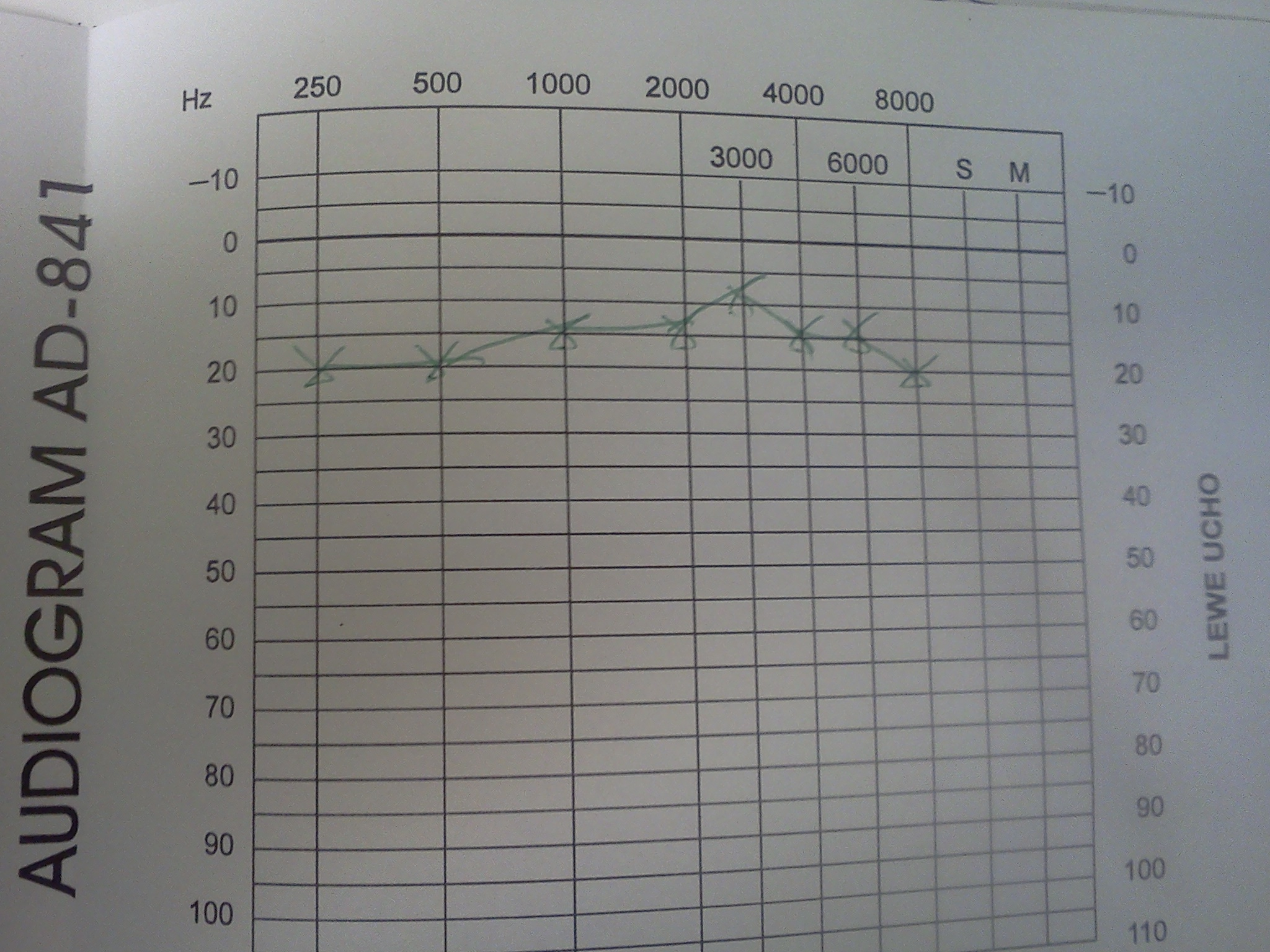
Wynik badania przedstawiony na standardowym druku audiogramu oś pionowa – dB
oś pozioma – Hz

Audiogram (łac. audio – słyszę, gr. grámma – pismo, litera) – graficzne przedstawienie wyniku badania audiometrycznego. Badanie ocenia sprawność narządu słuchu (częstotliwość, głośność). Tony generowane są przez audiometr.
Na audiogramie zapisywane są progi słyszenia tonów czystych, przedstawiające częstotliwość i głośność w dB HL (ang. hearing level – próg słyszalności). Badanie przeprowadza się dla każdego ucha oddzielnie.
Osoba, u której wykonywane jest badanie, ma założone słuchawki na uszach i słucha dźwięków o częstotliwościach od 125 Hz do 8000 Hz. Następnie sygnalizuje ona, za pomocą przycisku lub podniesieniem ręki, czy słyszy dany dźwięk.